# Lucie Škrobáková
Lucie Škrobáková (* 4. ledna 1982 Hodonín, Československo) je česká atletka, běžkyně specializující se na překážkové běhy.
První úspěch zaznamenala v roce 2001 na juniorském mistrovství Evropy v italském Grossetu, kde získala bronzovou medaili. 31. května 2008, v prvním kole extraligy družstev v Ostravě, splnila v běhu na 100 metrů překážek kvalifikační limit národního svazu pro účast na letních olympijských hrách v Pekingu.
Dne 6. března 2009 vybojovala na halovém mistrovství Evropy v Turíně stříbrnou medaili v čase nového českého rekordu 7,95 s (první český čas pod 8 sekund v historii). Na Mistrovství světa v atletice 2009 v Berlíně neprošla do finále, když v semifinálovém běhu skončila na celkovém dvanáctém místě jako druhá nejlepší překážkářka z Evropy. Lepší byla jen Irka Derval O'Rourkeová.
V roce 2012 startovala na ME v Helsinkách, kde skončila celkově devátá (výkonem v semifinále 13,17 s). Na olympiádě v Londýně pak zaběhla svůj druhý nejlepší výkon v kariéře 12,81 a umístila se na celkovém jedenáctém místě.
V roce 2013 se časem 12,79 s v běhu na 110 m př. kvalifikovala na Mistrovství světa v atletice v Moskvě.

## Osobní rekordy
- 60 m přek. (hala) – 7,95 s – 6. března 2009, Turín – NR
- 100 m přek. (dráha) – 12,73 s – 5. července 2009, Kladno – NR[3]